# Bieńczyce (Krakov)
Bieńczyce jsou jednou z historických částí Krakova, dříve vesnice, dnes administrativně spadající pod městskou část XVI Bieńczyce.

## Historie
Název Bieńczyce se odvozuje osobního jména majitele vesnice Benedikta (polsky zdrobněle Bienio [bjeňo]). 
První psaná zmínka pochází z roku 1224. Vesnice nejprve patřila kostelu sv. Michaela archanděla a sv. Stanislava na Skałce, od roku 1317 kostelu sv. Floriána. V roce 1391 vznikl ve vesnici první mlýn řeky Dłubnia, druhý pak v roce 1449 u řeky Młynówka.  V 2. pol. 15. století byl v Bieńczycích vystavěn dvůr s statkem (do dnešní doby se u ulice Kaczeńcowa u rybníka dochoval dvůr a hospodářské stavení z počátku 20. století). Později byly výnosy z vesnice odváděny kanovníkům wawelské katedrály.
V 19. století byla přes Bieńczyce vystavěna cesta (Kocmyrzowska) a podél ní  v letech 1899–1900 železnice, jejíž pozůstatky jsou patrné dodnes. V roce 1951 se Bieńczyce na základě nového administrativního rozdělení Krakova staly součástí čtvrti Nowa Huta.